# PENTAGON (група)
Pentagon (на корейски: 펜타곤, ситилизирано като PENTAGON) e южнокорейска (кей поп) музикална момчешка група, сформирана от компанията „Cube Entertainment“ през 2016 г.
Състои се от 9 членове: Джинхо, Хюи, Хонгсок, Шинуон, Йо Уан, Ян Ан, Юто, Кино и Усок. Макар първоначално съставена от 10 членове, Идон напуска групата и звукозаписната компания на 14 ноември 2018 г. Членовете дебютират индивидуално по време на риалити предаването Pentagon Maker по канала Mnet. Групата издава първия си мини албум, озаглавен с името на групата, на 10 октомври 2016 г.

## Pentagon Maker
На 26 април 2016 г. компанията Cube Entertainment сформира Pentagon, промотирайки групата с трейлъра „Come into the World“.
Официалният състав на групата се определя благодарение на южнокорейското риалити предаване Pentagon Maker по телевизия Mnet, което се излъчва и онлайн в дигиталния канал на Mnet, M2. В края на предаването Джинхо, Хюи, Хонгсок, Йо Уан, Юто, Кино и Усок стават част от Pentagon.
На 9 юли групата издава колаборациите „Young“ (композирана от Dok2) и „Find Me“ (композирана от Tiger JK). Излиза и видеоклип към песента „Young“, в който участват Хюи, Йо Уан, Юто, Кино и Усок.
Планиран е дебютният концерт на групата на 23 юли 2016 г. в стадиона Джамсил, но Cube Entertainment отлага концерта, както и дебютната дата на Pentagon по причини, свързани с компанията.

## Членове
Информацията е взета от официалните профили на членовете в Naver.
Настоящи членове
| Псевдоним | Псевдоним | Име           | Име         | Рождена дата  | Националност | Позиция в групата         |
| Български | Хангъл    | Български     | Хангъл      | Рождена дата  | Националност | Позиция в групата         |
| --------- | --------- | ------------- | ----------- | ------------- | ------------ | ------------------------- |
| Хюи       | 후이      | Лий Хви Тек   | 이회택      | 28.08.1993 г. | Южна Корея   | Лидер, главен вокалист    |
| Джинхо    | 진호      | Чо Джин Хо    | 조 진호     | 17.04.1992 г. | Южна Корея   | Главен вокалист           |
| Хонгсок   | 홍석      | Янг Хонг Сок  | 양홍석      | 17.04.1994 г. | Южна Корея   | Вокалист                  |
| Шинуон    | 신원      | Го Шин Уон    | 고신원      | 11.12.1995 г. | Южна Корея   | Вокалист, лице на групата |
| Йо Уан    | 여원      | Йо Чанг Гу    | 여창구      | 27.03.1996 г. | Южна Корея   | Вокалист                  |
| Ян Ан     | 옌안      | Ян Ан         | 얀안        | 25.10.1996 г. | Китай        | Вокалист                  |
| Юто       | 유토      | Юто Адачи     | 유토 아다치 | 23.01.1998 г. | Япония       | Рапър                     |
| Кино      | 키노      | Канг Хьонг Гу | 강형구      | 27.01.1998 г. | Южна Корея   | Главен танцьор, вокалист  |
| Усок      | 우석      | Джонг У Сок   | 정우석      | 31.01.1998 г. | Южна Корея   | Рапър, макне (най-млад)   |

Бивши членове
| Псевдоним | Псевдоним | Име           | Име    | Рождена дата  | Националност | Позиция в групата     |
| Български | Хангъл    | Български     | Хангъл | Рождена дата  | Националност | Позиция в групата     |
| --------- | --------- | ------------- | ------ | ------------- | ------------ | --------------------- |
| Идон      | 이던      | Ким Хьо Джонг | 김효종 | 01.06.1994 г. | Южна Корея   | Рапър, главен танцьор |

## Дискография

### Мини албуми
- Pentagon (2016 г.)
- Five Senses (2016 г.)
- Ceremony (2017 г.)
- Demo_01 (2017 г.)
- Demo_02 (2017 г.)
- Positive (2018 г.)
- Thumbs Up! (2018 г.)
- Genie:us (2019 г.)
- Sum(me:r) (2019 г.)
- We:th (2020 г.)

### Японски мини албуми
- Gorilla (2017 г.)
- Violet (2018 г.)
- Shine (2018 г.)
- Cosmo (2019 г.)

## Филмография

### Риалити поредици
- Pentagon Maker (Mnet-M2, 2016 г.)
- Pentagon's Textbook (Naver V App, 2016 –)
- Pentagon's Private Life  (MBC (HeyoTV), 2016 – 2017 г.)
- Pentagon's To Do List (Naver V App, 2017 г.)
- Pentagon's TNL (Thursday Night Live) (Naver V App, 2017 г.)
- Pentory  (YouTube, 2017 –)
- Just Do It Yo! (YouTube, 2018 –)

### Драми
- Spark (Уеб драма, 2016 г.)
- Hello, My Twenties! 2 (JTBC, 2017 г.)
- Joseon Beauty Pageant (KBS 1TV, 2018 г.)
- The Best Fried Chicken (MBN, 2019 г.)